# Phelsuma borai
Phelsuma borai — вид ящірок родини Геконові (Gekkonidae).

## Поширення
Вид є ендеміком західної частини Мадагаскару. Він відомий з одного зразка Національного парку Цінжі-де-Бемараха на висоті 177 м над рівнем моря. Крім того, опубліковані фотографії свідчать про те , що вид може також зустрічатися навколо лісової станції Ампіжороа в Анкарафанціка (Glaw і ін . 2009). На підставі цих записів вид може мати ареал приблизно 2,900 км², хоча схожість з P. mutabilis, ускладнює обчислення його популяції.